# Guy Sigsworth

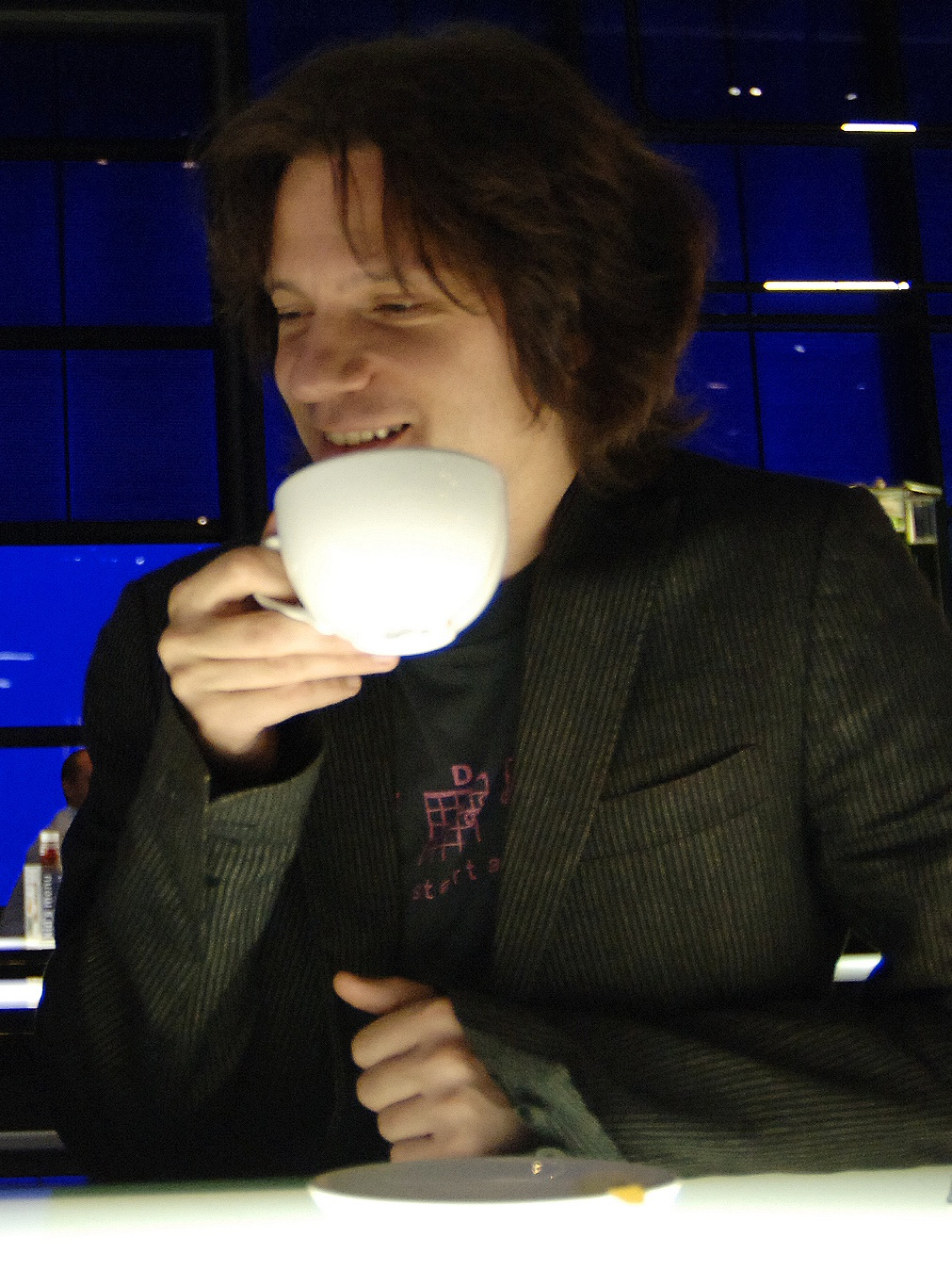
Guy Sigsworth (2007)

Allan Arthur Guy Sigsworth ist ein britischer Musikproduzent und Songwriter.

## Leben
Guy Sigsworth beschäftigte sich schon früh mit klassischer Musik und studierte später unter anderem
am niederländischen Utrechts Conservatorium. Nach seiner Rückkehr nach Großbritannien lernte er die dort aufkommende Musikrichtung Acid House kennen. Kurz darauf traf er Seal und schrieb die Hitsingle Crazy und weitere Musikstücke für ihn, die 1991 auf dessen Debütalbum Seal veröffentlicht wurden. Bei der Produktion lernte Sigsworth den Musikproduzenten Trevor Horn kennen.
Danach folgten Kollaborationen mit Musikern wie Tim Simenon (Bomb the Bass), Talvin Singh und Björk. Mit Björk arbeitete er zuerst an einzelnen Stücken für ihr Album Post (1995) zusammen. Für das  Album Homogenic von 1997 schrieb er zusammen mit Björk das Stück Unravel und fungierte auch als Produzent. Für Björks Album Vespertine schrieb er gemeinsam mit der Musikerin die Stücke Hidden Place, An Echo, A Stain, Sun In My Mouth und Harm Of Will.
Im Jahr 1996 lernte Sigsworth die Musikerin Imogen Heap kennen und schrieb gemeinsam mit ihr einige Stücke für Heaps 1997er Debütalbum iMegaphone.
1998 co-produzierte er das Mandalay-Album Empathy, wodurch Madonna auf ihn aufmerksam wurde. Sigsworth schrieb für sie unter anderem das Stück What It Feels Like For A Girl aus dem Album Music (2000). 2003 schrieb er mit Jem das Stück Nothing Fails für Madonnas Album American Life.
Aus der Zusammenarbeit mit Imogen Heap ging 2002 das kurzlebige Bandprojekt Frou Frou hervor, dessen einziges Album Details im gleichen Jahr erschien. Das darauf enthaltene Stück Let Go wurde erst 2004 als Soundtrackbeitrag zum Independentfilm Garden State auch international einem größeren Publikum bekannt.
Danach wandte sich Sigsworth wieder verstärkt dem Songwriting und der Produktion anderer Künstler zu. Er arbeitete mit Musikern wie Bebel Gilberto, Josh Groban, Kate Havnevik, Juliet Richardson und Mirah zusammen. Für Britney Spears produzierte er das Stück Everytime, das auf Spears’ Album In the Zone (2003) erschien. Sigsworth produzierte auch Out from Under und co-komponierte und produzierte My Baby vom Spears-Album Circus (2008).
Im gleichen Jahr produzierte er Alanis Morissettes siebtes Studioalbum Flavors of Entanglement, das weltweit Chartpositionen erreichte. Auch beim achten Album der Musikerin Havoc and Bright Lights aus dem Jahr 2012 war Sighsworth wieder an der Produktion beteiligt.